# Фабри, Золтан
Зо́лтан Фа́бри (венг. Fábri Zoltán; 15 октября 1917, Будапешт, Австро-Венгрия — 23 августа 1994, Будапешт, Венгрия) — венгерский режиссёр театра и кино, сценарист, актёр.

## Биография и творчество
Готовился стать художником, учился в Институте изобразительных искусств, затем — в Академии театра и кино в Будапеште. Начинал как актёр, режиссёр и сценограф. В кино дебютировал в 1951 году фильмом «Буря». Известность, признание и место в венгерском кинематографе ему принёс уже один из его первых фильмов «Карусель» (1955). В 1965—1981 годах возглавлял Союз венгерских кинематографистов.
В последние годы жизни преподавал, занимался живописью. Скончался от инфаркта.

## Творчество
С успехом экранизировал произведения Ф. Мольнара, Д. Костолани, Ф. Каринти, Т. Дери, Ф. Шанты, И. Эркеня, А. Бодора, М. Каффки и других крупных писателей.

## Фильмография

### Режиссёр
- «Буря» (1952)
- «Знак жизни» (1954)
- «Карусель» (1955)
- «Господин учитель Ганнибал» (1956)
- «Анна Эдеш» (1958, по Д.Костолани)
- «Хищник» (1961)
- «Два тайма в аду» (1962)
- «По лезвию бритвы» (1962) — короткометражный.
- «Дневное затмение» (1963, специальная премия на кинофестивале в Локарно)
- «Лето в пригороде» (1964) — мини-сериал.
- «Двадцать часов» (1965, по Ф.Шанте, Гран-при Московского международного кинофестиваля 1965 года.)
- «После сезона» (1967)
- «Мальчишки с улицы Пала[англ.]» (1968, по Ф. Мольнару, номинация на «Оскар»)
- «Добро пожаловать, господин майор» (1969, по И. Эркеню «Семья Тот»)
- «Муравейник» (1971, по Маргит Каффке)
- «Плюс-минус один день» (1972, по А. Бодору)
- «141 минута из „Неоконченной фразы“» (1974, по роману Тибора Дери, специальный приз Московского международного кинофестиваля 1975 года, в советском прокате фильм, сильно урезанный цензурой, назывался просто «Неоконченная фраза»)
- «Пятая печать» (1976, по Ф. Шанте, главная премия Московского международного кинофестиваля 1977 года.)
- «Венгры» (1978, первая часть дилогии по роману Йожефа Балажа, номинация на «Оскар»)
- «Встреча Балинта Фабиана с Богом» (1979, вторая часть дилогии по роману Йожефа Балажа, в советском прокате — «Судьба Балинта Фабиана»)
- 1981 — «Реквием» (по И. Эркеню, премия «Серебряный медведь» за выдающиеся достижения в области киноискусства на 32-м Берлинском кинофестивале.
- «Приходите ко мне на именины!» (1983, по Ф. Каринти).

### Актёр
- «Свидетель» (1969)
- «Ореол вокруг Луны» (1969)

## Признание
Юбилейная премия Московского кинофестиваля 1979 года за вклад в киноискусство и другие награды.